# Rode reuzentak

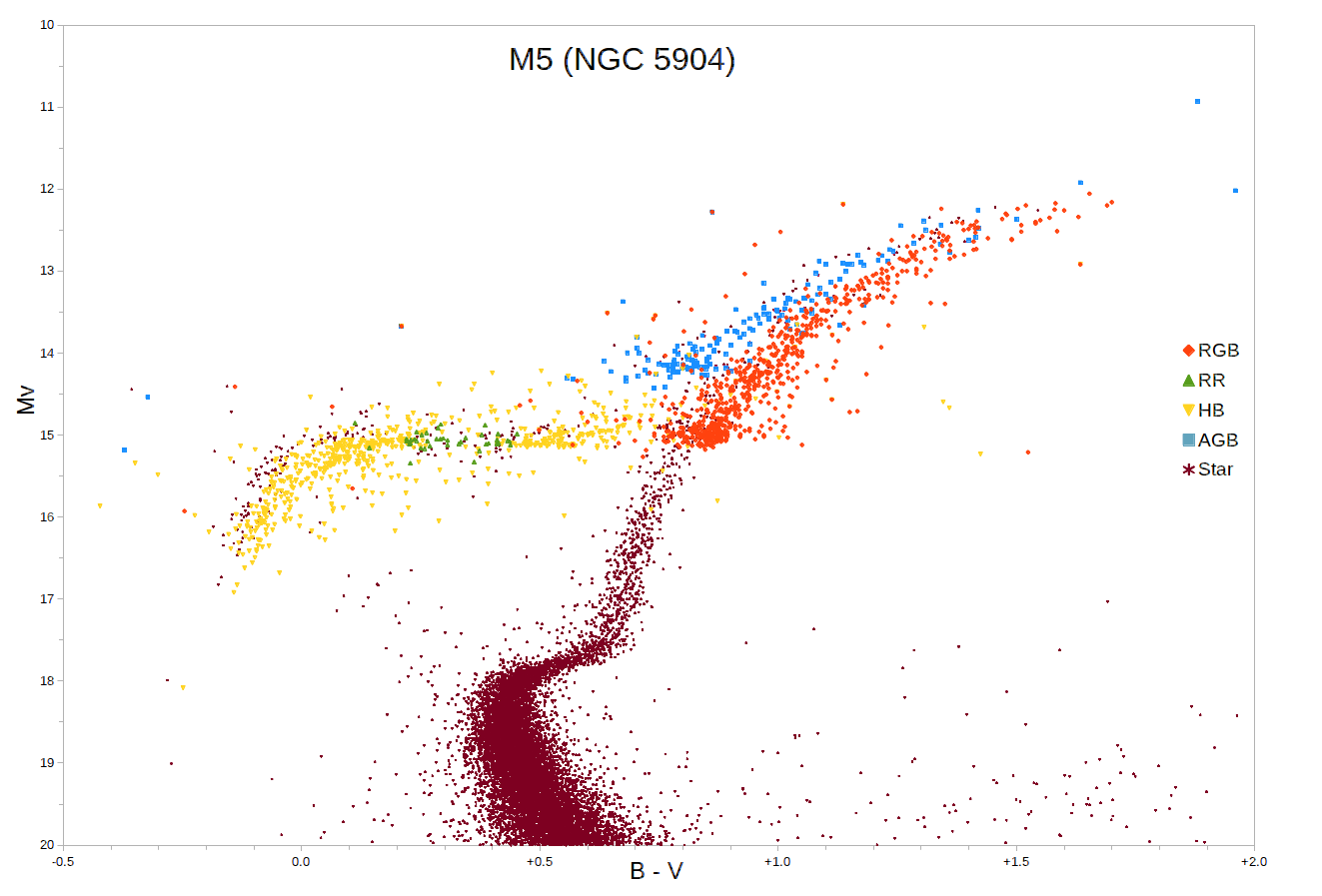
Hertzsprung-Russell diagram voor de bolvormige sterrenhoop Messier 5. De rode reuzentak (RGB) is de oranje lijn. Geel is de horizontale tak en blauw de asymptotische reuzentak. In het donkerrood het einde van de hoofdreeks en de subreuzentak.

De rode reuzentak is het gedeelte van de reuzentak voordat kernfusie van helium plaatsvindt in de kern van een ster. Het is een fase in het leven van een ster die volgt op haar bestaan in de hoofdreeks, hoofdzakelijk voor lichte tot middelmatig zware sterren. Rode reuzentak sterren hebben een inerte kern van helium, omringd door een laag fuserend waterstof, waar de CNO-cyclus in plaatsvindt. De spectraalklasse is K en M, deze sterren zijn veel groter en hebben een veel grotere lichtkracht dan sterren uit de hoofdreeks met dezelfde oppervlaktetemperatuur.

## Ontdekking

De felste sterren in bolvormige sterrenhopen zoals NGC 288 zijn rode reuzen.

Rode reuzen werden ontdekt in het begin van de 20e eeuw toen met het gebruik van het Hertzsprung-Russelldiagram (HR) duidelijk werd dat er twee verschillende vormen van koele sterren zijn, met heel verschillende grootten: dwergen, de sterren op de hoofdreeks; en reuzensterren.   
De term rode reuzentak werd voor het eerst algemeen gebruikt tijdens de jaren 40 en 50 van 20e eeuw, in eerste instantie als een algemene term refererend aan het gedeelte van het HR van rode reuzen. Toentertijd in 1940 was er wel kennis van een thermonucleaire levensduur op de hoofdreeks, die eindigde in een thermodynamische ineenkrimping tot witte dwerg, maar de interne eigenschappen van de verschillende soorten reuzensterren waren onbekend. 
In 1968 werd de term asymptotische reuzentak gebruikt voor een tak van sterren die wat meer lichtkracht bezaten dan het overgrote deel van rode reuzen en de meer instabiele, veranderlijke sterren met grote amplituden, zoals Mira. Tegen 1970 was het duidelijk dat het rode reuzen gedeelte van het HR bestond uit: subreuzen, de rode reuzentak, de horizontale tak en de asymptotische reuzentak. De evolutionaire fasen van de sterren op deze positie werden veelal begrepen. In 1967 werd de rode reuzentak beschreven als de eerste reuzentak, om het te onderscheiden van de tweede of asymptotische reuzentak, deze terminologie wordt ook vandaag de dag nog gebruikt.

## Evolutie

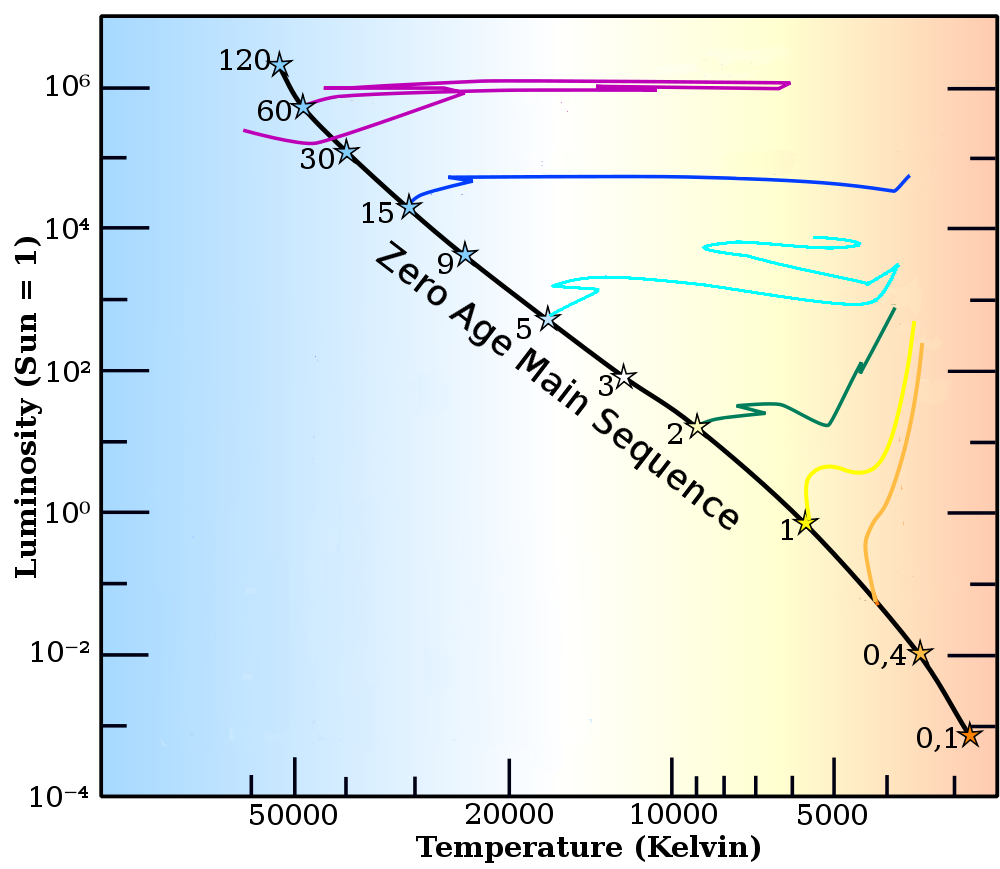
Bovenstaande grafiek toont het evolutionair verloop van sterren van verschillende massa.
• De oranje lijn van 0,6 M_{☉} toont de rode reuzentak en eindigt bij de helium flits.
• De gele lijn van 1 M_{☉} toont een korte doch langdurige subreuzentak en de rode reuzentak tot de heliumflits.
• De groene lijn van 2 M_{☉} toont een subreuzentak en een rode reuzentak, met een nauwelijks zichtbare blauwe lus naar de asymptotische reuzentak.
• De lila lijn van 5 M_{☉} laat een lange maar kortdurende subreuzentak zien, een korte rode reuzentak, en een uitgebreide blauwe lus.

Wanneer sterren met een massa van ongeveer 0,4 M☉ (zonsmassa) tot zo'n 12 M☉ (tot 8 M☉ voor sterren met een laag metaalgehalte) het waterstof in de kern opmaken, breekt er een fase aan van kernfusie van waterstof in een schil om de kern heen. Tijdens deze fase worden de sterren rode reuzen, ze zijn groter dan op de hoofdreeks en de oppervlaktetemperatuur is koeler. Tijdens deze fase van kernfusie in de waterstofschil gaat de ster door een aantal specifieke fasen heen met bijbehorende kenmerkende uiterlijke eigenschappen. Deze zijn primair afhankelijk van de massahoeveelheid, maar ook van het metaalgehalte van de ster. 

### De subreus fase
Nadat een hoofdreeksster het waterstof uit de kern heeft opgemaakt, begint de kernfusie van waterstof in een dikke schil om deze kern heen, die nu grotendeels uit helium zal bestaan. Deze heliumkern zit onder de Schönberg-Chandrasekhar limiet en is in thermisch evenwicht en de ster is nu een subreus. De extra energie, opgewekt door de kernfusie in de schil, wordt verbruikt door het opblazen van het steromhulsel. De temperatuur van het steroppervlakte koelt af maar de ster neemt niet toe in lichtkracht.  
Kernfusie van waterstof in de schil om de kern heen blijft plaatsvinden in sterren met ruwweg de massa van de zon, hierop volgt het punt dat de heliumkern voldoende in massa is toegenomen dat deze in een ontaarde toestand komt. Hierop krimpt de kern ineen en neemt sterk in temperatuur toe in vergelijking met de schil. De waterstofschil, waarin de temperatuurgevoelige CNO-cyclus plaatsvindt, krijgt hierdoor een flinke toename in energieproductie en op dit punt is de ster aan de voet van de rode reuzentak fase beland. Voor een ster met de massa van de zon kost dit zo'n 2 miljard jaar vanaf het moment dat het waterstof in de kern op was. 
Subreuzen met meer dan ruwweg 2 M☉ bereiken de Schönberg-Chandrasekhar limiet relatief snel, voordat de kern in een ontaarde toestand komt. De kern draagt nog steeds het eigen gewicht thermodynamisch gezien, met geleende energie van de fuserende waterstofschil, maar is niet langer in thermisch evenwicht. De kern krimpt en verhit waardoor de waterstofschil dunner wordt en het buitenste steromhulsel uitzet. Deze combinatie vermindert de lichtkracht terwijl de ster afkoelt naar de voet van de rode reuzentak. Voordat de kern ontaard raakt wordt het buitenste steromhulsel van waterstof ondoorzichtig, waardoor de ster niet verder afkoelt, de kernfusie in de schil neemt weer toe en de ster heeft nu de rode reuzentak betreden. Bij sterren van deze massa duurt de subreus fase slechts een paar miljoen jaar. Dit veroorzaakt een flink gat in het Hertzsprung-Russelldiagram tussen type B hoofdreekssterren en de rode reuzentak, zoals te zien in een HR van jonge open sterrenhopen zoals Praesepe. Dit noemt men het Hertzsprunggat, dat wel degelijk sterren bevat. Deze sterren evolueren echter relatief erg snel van subreus naar rode reus. Dit in contrast met de korte, dichtbevolkte subreuzen populaties op deze plek van sterren met een lagere massa, te zien in bolvormige sterrenhopen zoals Omega Centauri.

### Stijgen op de rode reuzentak

Sterren met een massa van ongeveer de zon hebben een kern van ontaarde materie op de rode reuzentak en stijgen tot het topje voordat de heliumkern gaat fuseren, beginnend met een heliumflits.

Sterren die een stuk meer massa hebben dan de zon krijgen geen heliumkern in ontaarde toestand, deze sterren verlaten de rode reuzentak voor de top te kunnen bereiken wanneer de heliumkern zonder heliumflits het kernfusieproces begint.

Sterren op de voet van de rode reuzentak hebben een zelfde temperatuur rond 5.000 K, wat overeenkomt met een vroege tot middelmatige type K spectraaltype. Hun lichtkracht varieert van een aantal keer die van de zon bij rode reuzen van de minste massa, tot duizenden maal de lichtkracht van de zon voor rode reuzen rond 8 M☉. 
Omdat de waterstofschil helium blijft produceren en in de sterkern blijft afzetten, nemen de kernen van rode reuzentak sterren toe in massa en temperatuur. Hierdoor neemt de waterstoffusie in de schil ook toe. De sterren krijgen meer lichtkracht, zetten uit, en de oppervlaktetemperatuur neemt wat af. Dit wordt omschreven als het stijgen op de rode reuzentak.
Tijdens het bestijgen van de rode reuzentak zijn er een aantal interne gebeurtenissen in sterren die observeerbare externe eigenschappen veroorzaken. Het buitenste convectieve steromhulsel wordt steeds forser al naargelang de ster in omvang toeneemt en de energieproductie in de schil om de kern toeneemt. Deze convectie wordt uiteindelijk diep genoeg om de producten van de kernfusie uit de voorheen convectieve kern op te baggeren naar het oppervlak. Dit heet de 'first dredge-up' (eerste opbaggering). Dit proces verandert de oppervlaktehoeveelheden van helium, koolstof, stikstof en zuurstof van de ster.

### Topje van de rode reuzentak
Voor de sterren met een heliumkern van ontaarde materie bestaat een limiet voor de toename in omvang en lichtkracht. Dit is het topje van de rode reuzentak, waar de heliumkern de temperatuur van 100 miljoen K bereikt die nodig is voor kernfusie van helium. Sterren op dit punt hebben allemaal een identieke heliumkernmassa van bijna een halve zonsmassa, met bijna dezelfde lichtkracht en temperaturen. Deze felle sterren worden wel gebruikt voor astronomische afstandsbepaling. Visueel gezien vindt het topje van de rode reuzentak plaats op 3000 K oppervlaktetemperatuur met een absolute magnitude van zo'n -3, indien de ster een metaalgehalte heeft zoals de zon. Heeft de ster een erg laag metaalgehalte dan is deze temperatuur dichter bij 4000 K.

### Het verlaten van de rode reuzentak
Een heliumkern in ontaarde toestand begint kernfusie van het helium met een explosieve gebeurtenis, genaamd heliumflits, maar buiten de ster valt er weinig van waar te nemen. De vrijgekomen energie wordt verbruikt om de ontaarde toestand van de kern op te heffen. De ster in haar geheel neemt in lichtkracht af, de oppervlaktetemperatuur stijgt en de ster verplaatst zich naar de horizontale tak. Alle heliumkernen op dit punt hebben nagenoeg dezelfde massa, onafhankelijk van de totale massa van de ster, dus is de lichtkracht geproduceerd door de kernfusie van helium hetzelfde. De kernfusie in de waterstofschil om de kern kan de totale lichtkracht van de ster wel beïnvloeden, maar voor de meeste sterren met het metaalgehalte van de zon, geldt dat de temperatuur en lichtkracht sterk overeenkomen op het koelere uiteinde van de horizontale tak. Deze sterren vormen de rode klont op ongeveer 5000 K en 50 keer de lichtkracht van de zon (50 L☉). Minder grote steromhulsels van waterstof om een ster betekent een hogere temperatuurpositie op de horizontale tak met minder lichtkracht. Dit effect treedt sterker op bij lage metaalgehalten, dus oudere sterrenhopen met weinig metaal in de sterren hebben een meer uitgesproken horizontale tak. 
Sterren met een massa groter dan 2 M☉ op de hoofdreeks houden een heliumkern die niet in ontaarde toestand komt op de rode reuzentak. Deze sterren worden zo heet dat het triple-alfaproces plaats kan vinden in de kern voordat er een ontaarde toestand ontstaat. Ze verlaten dan de rode reuzentak en laten een blauwe lus zien op het HR, om daarna zich bij de asymptotisch reuzentak te voegen. Sterren met een initiële massa van nauwelijks meer dan 2 M☉ vertonen een uiterst kleine blauwe lus met een paar honderd L☉ om daarna op de asymptotische reuzentak te komen en is daar nauwelijks te onderscheiden van de positie op de rode reuzentak. Zwaardere sterren kunnen flinke blauwe lussen vertonen met oppervlaktetemperaturen boven 10.000 K met een lichtkracht van duizenden L☉. Deze sterren zullen de instabiliteitsstrip meer dan eens doorkruisen en pulseren als type I (klassieke) Cepheïde variabelen.

### Eigenschappen
Onderstaande tabel toont de normale levensduur van sterren op de hoofdreeks, op de subreuzentak en op het begin en einde van de rode reuzentak. Er staan 4 categorieën van initiële massa in en al deze sterren hebben het metaalgehalte van de zon (Z = 0,02). Ook staat de massa van de heliumkernen er in, evenals effectieve oppervlaktetemperatuur, straal en lichtkracht op het begin en het eind van de rode reuzentak. De definitie van het einde van de rode reuzentak wordt gedefinieerd bij het plaatsvinden van de heliumflits.  
| Massa M☉ | Hoofd reeks (Giga- jaar) | Sub reuzen tak (Mjaar) | Rode reuzen tak (Mjaar) | Rode reuzentakvoet | Rode reuzentakvoet | Rode reuzentakvoet | Rode reuzentakvoet | Rode reuzentakeinde | Rode reuzentakeinde | Rode reuzentakeinde | Rode reuzentakeinde |  |
| Massa M☉ | Hoofd reeks (Giga- jaar) | Sub reuzen tak (Mjaar) | Rode reuzen tak (Mjaar) | Kern M☉            | Teff K             | Straal R☉          | L☉                 | Kern M☉             | Teff K              | Straal R☉           | L☉                  |  |
| -------- | ------------------------ | ---------------------- | ----------------------- | ------------------ | ------------------ | ------------------ | ------------------ | ------------------- | ------------------- | ------------------- | ------------------- |  |
| 0,6      | 58,8                     | 5.100                  | 2.500                   | 0,10               | 4.634              | 1,2                | 0,6                | 0,48                | 2.925               | 207                 | 2.809               |  |
| 1,0      | 9,3                      | 2.600                  | 760                     | 0,13               | 5.034              | 2,0                | 2,2                | 0,48                | 3.140               | 179                 | 2.802               |  |
| 2,0      | 1,2                      | 10                     | 25                      | 0,25               | 5.220              | 5,4                | 19,6               | 0,34                | 4.417               | 23,5                | 3.188               |  |
| 5,0      | 0,1                      | 0,4                    | 0,3                     | 0,83               | 4.737              | 43,8               | 866,0              | 0,84                | 4.034               | 115                 | 3.118               |  |

Sterren met een middelmatige massa verliezen slechts een minimaal gedeelte van hun massa op de hoofdreeks en als subreus, maar verliezen een stevig portie als rode reus.
De massa die een ster zoals de zon verliest bepaalt mede de oppervlaktetemperatuur en lichtkracht die ze bezit als de ster aankomt op de horizontale tak. De eigenschappen van deze rode klont sterren worden dan gebruikt om het verschil in massa voor en na de heliumflits te meten. Het massaverlies van rode reuzen bepaalt ook de massa en andere eigenschappen van de witte dwerg die zich zal vormen aan het eind van het leven van de ster. Schattingen naar het totaal van dit massaverlies voor sterren die het topje van de rode reuzentak bereiken variëren tussen de 0,2 en 0,25 M☉. Het leeuwendeel wordt verloren in de laatste miljoen jaar voor de heliumflits.
Het massaverlies van zwaardere sterren die de rode reuzentak verlaten voor de heliumflits is moeilijker om waar te nemen. De huidige massa van Cepheïde variabelen zoals Delta Cephei kunnen nauwkeurig worden gemeten omdat ze binaire of pulserende sterren zijn. Vergeleken met evolutionaire modellen hebben zulke sterren ongeveer 20% massaverlies gehad, waarvan een groot deel verloren raakte tijdens de blauwe lus fase en vooral tijdens pulsaties op de instabiliteitsstrip.

## Variabiliteit
Sommige rode reuzen zijn veranderlijke sterren met een hoge amplitude. Veel van de eerst bekende veranderlijke sterren zijn Mira-veranderlijken met stabiele perioden en amplituden van enkele magnitudes. Ook zijn er semi-veranderlijke sterren met minder duidelijke perioden, of meerdere perioden, met iets lagere amplituden. Ook kent men langzaam veranderlijken met geen duidelijk periodevertoon. Deze werden lang beschouwd als sterren op de asymptotische reuzentak of superreuzen, men achtte de rode reuzentak sterren niet als veranderlijk. Enkele in het oog springende uitzondering werden als asymptotisch met lage lichtkracht beschouwd.
Onderzoeken tegen het eind van de 20e eeuw begonnen aan te tonen dat alle reuzen van type M veranderlijk zijn met amplituden van 10 millimagnitude of meer en dat hogere type K sterren ook een grote kans hebben veranderlijk te zijn met nog kleinere amplituden. Zulke veranderlijke sterren zaten tussen de meer lichtsterke rode reuzen, dicht tegen het topje van de rode reuzentak aan, maar het werd moeilijk te blijven beweren dat het allemaal om asymptotische sterren zou gaan. De sterren vertoonde een verband tussen periode en amplitude, waarbij de grotere amplituden langzamer pulseerden.